# National Rugby League 2005
La National Rugby League de 2005 fue la 98.ª edición del torneo de rugby league más importante de Australia y Nueva Zelanda.

## Formato
Los clubes se enfrentaron en una fase regular de todos contra todos, los ocho equipos mejor ubicados al terminar esta fase clasificaron a la postemporada.
Se otorgaron 2 puntos por el triunfo, 1 por el empate y ninguno por la derrota.

## Desarrollo

### Tabla de posiciones
| Pos. | Equipo                        | Encuentros | Encuentros | Encuentros | Encuentros | Tantos | Tantos | Tantos | Puntos |
| Pos. | Equipo                        | PJ         | PG         | PE         | PP         | F      | C      | Dif    | Puntos |
| ---- | ----------------------------- | ---------- | ---------- | ---------- | ---------- | ------ | ------ | ------ | ------ |
| 1    | Parramatta Eels               | 24         | 16         | 0          | 8          | 704    | 456    | +248   | 36     |
| 2    | St. George Illawarra Dragons  | 24         | 16         | 0          | 8          | 655    | 510    | +145   | 36     |
| 3    | Brisbane Broncos              | 24         | 15         | 0          | 9          | 597    | 484    | +113   | 34     |
| 4    | Wests Tigers                  | 24         | 14         | 0          | 10         | 676    | 575    | +101   | 32     |
| 5    | North Queensland Cowboys      | 24         | 14         | 0          | 10         | 639    | 563    | +76    | 32     |
| 6    | Melbourne Storm               | 24         | 13         | 0          | 11         | 640    | 462    | +178   | 30     |
| 7    | Cronulla-Sutherland Sharks    | 24         | 12         | 0          | 12         | 550    | 564    | -14    | 28     |
| 8    | Manly-Warringah Sea Eagles    | 24         | 12         | 0          | 12         | 554    | 632    | -78    | 28     |
| 9    | Sydney Roosters               | 24         | 11         | 0          | 13         | 488    | 487    | +1     | 26     |
| 10   | Penrith Panthers              | 24         | 11         | 0          | 13         | 554    | 554    | =0     | 26     |
| 11   | New Zealand Warriors          | 24         | 10         | 0          | 14         | 515    | 528    | -13    | 24     |
| 12   | Canterbury-Bankstown Bulldogs | 24         | 9          | 1          | 14         | 472    | 670    | -198   | 23     |
| 13   | South Sydney Rabbitohs        | 24         | 9          | 1          | 14         | 482    | 700    | -218   | 23     |
| 14   | Canberra Raiders              | 24         | 9          | 0          | 15         | 465    | 606    | -141   | 22     |
| 15   | Newcastle Knights             | 24         | 8          | 0          | 16         | 467    | 667    | -200   | 20     |

|  | Postemporada. |

### Postemporada

#### Finales de clasificación
| 9 de septiembre | Wests Tigers | 50 - 6 | North Queensland Cowboys |  |  |

| 10 de septiembre | Brisbane Broncos | 18 - 24 | Melbourne Storm |  |  |

| 10 de septiembre | St. George Illawarra Dragons | 28 - 12 | Cronulla-Sutherland Sharks |  |  |

| 11 de septiembre | Parramatta Eels | 46 - 22 | Manly-Warringah Sea Eagles |  |  |

#### Semifinal
| 18 de septiembre | Melbourne Storm | 16 - 24 | North Queensland Cowboys |  |  |

| 16 de septiembre | Wests Tigers | 34 - 6 | Brisbane Broncos |  |  |

#### Finales premilinares
| 24 de septiembre | St. George Illawarra Dragons | 12 - 20 | Wests Tigers |  |  |

| 25 de septiembre | Parramatta Eels | 0 - 29 | North Queensland Cowboys |  |  |

#### Final
| 2 de octubre | North Queensland Cowboys | 30 - 16 | Wests Tigers | ANZ Stadium, Sídney             |  |
|              |                          |         |              | Asistencia: 82.453 espectadores |  |

| Bandera de Australia |
| Campeón Wests Tigers |
| Primer título        |